# Paul Scheuring
Paul Scheuring (ur. 20 listopada 1968 w Aurorze) – amerykański reżyser, scenarzysta i producent telewizyjny znany ze stworzenia scenariuszy filmu Odwet oraz serialu Skazany na śmierć.

## Filmografia
| Rok  | Produkcja                 | Rodzaj produkcji | Uwagi                  |
| ---- | ------------------------- | ---------------- | ---------------------- |
| 2017 | Den of Thieves            | film             | scenariusz             |
| 2017 | Skazany na śmierć: Sequel | serial           | scenariusz i produkcja |
| 2014 | Klondike                  | serial           | scenariusz i produkcja |
| 2014 | Halo: Nightfall           | serial           | scenariusz i produkcja |
| 2013 | Zero Hour                 | serial           | scenariusz i produkcja |
| 2010 | The Experiment            | film             | reżyseria i scenariusz |
| 2009 | Skazany na śmierć         | serial           | scenariusz i produkcja |
| 2009 | Masterwork                | serial           | scenariusz i produkcja |
| 2005 | Briar & Graves            | serial           | scenariusz i produkcja |
| 2003 | A Man Apart               | film             | scenariusz             |
| 2000 | 36K                       | film             | reżyseria i scenariusz |